# تندیس اسب‌سوار چنگیزخان

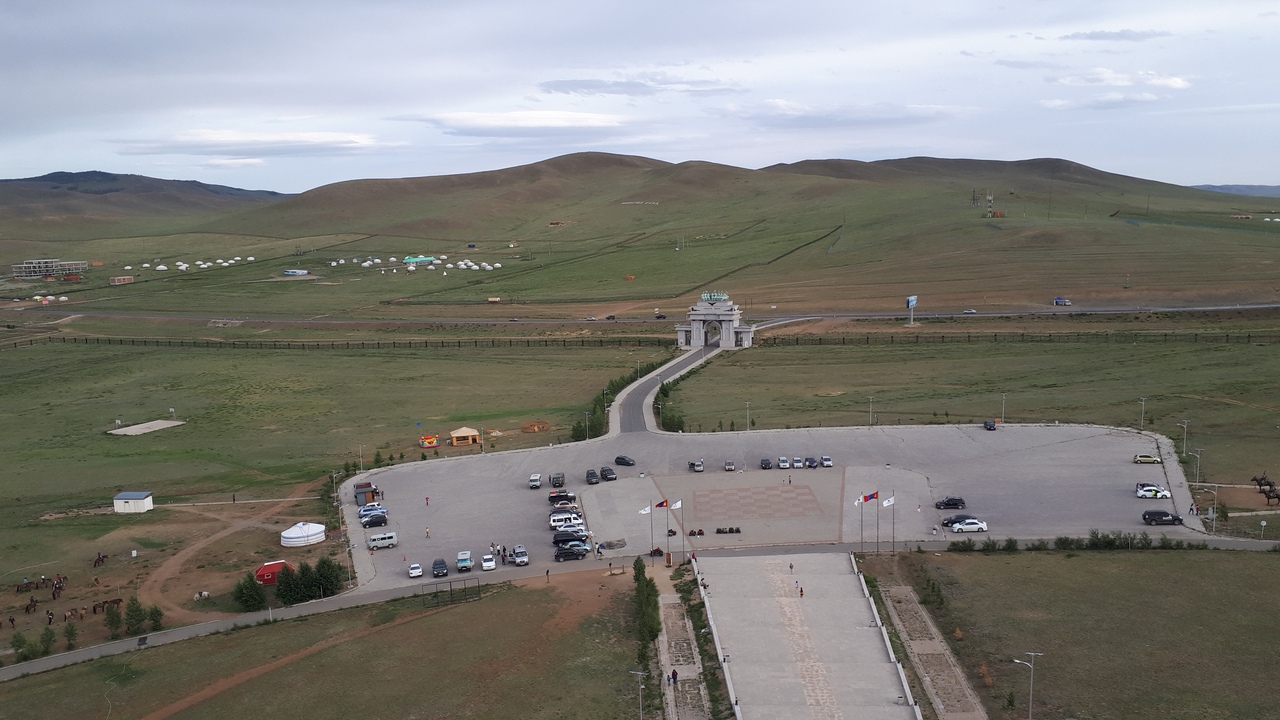
جاده اصلی منتهی به مجموعه تندیس اسب‌سوار چنگیزخان

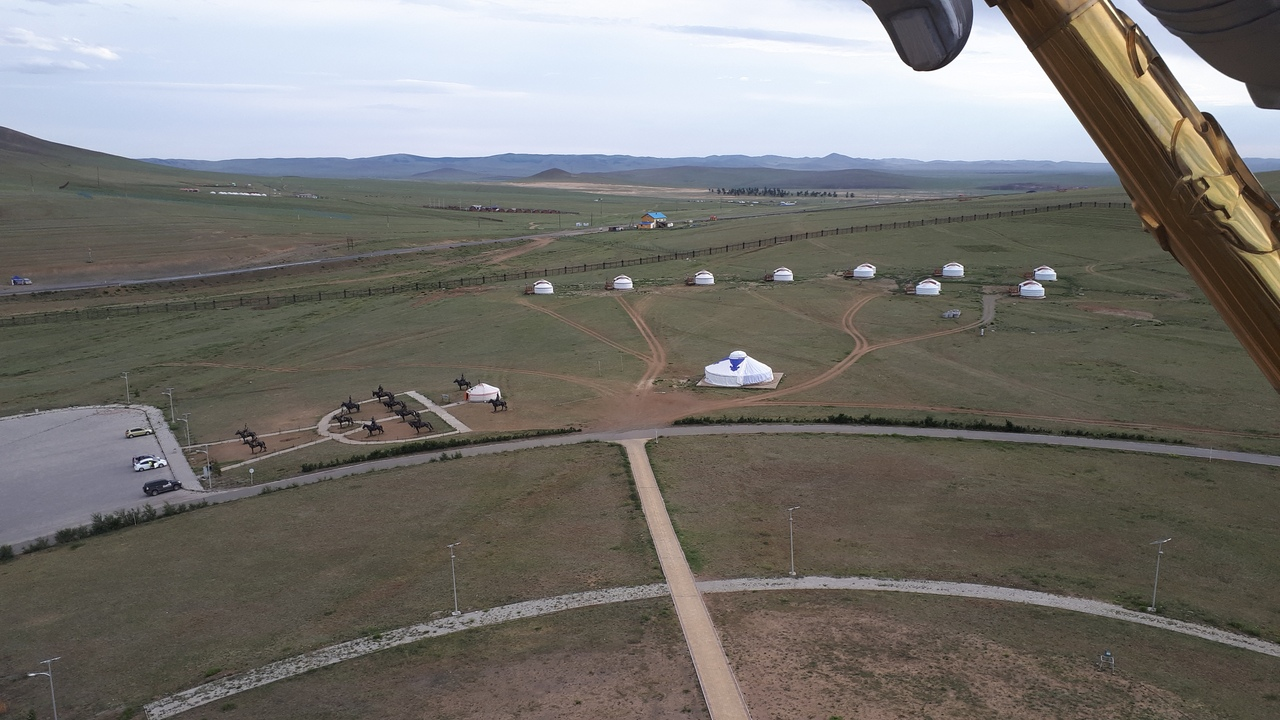
منظره پارک تم مشاهده از روی عرشهٔ مجسمه چنگیزخان

تندیس اسب‌سوار چنگیزخان (انگلیسی: Equestrian statue of Genghis Khan؛ مغولی: Чингис хааны морьт хөшөө)، بخشی از مجموعه مجسمه چنگیزخان، است که ۱۳۱ فوت (۴۰ متر) بلندا دارد و بزرگ‌ترین سواردیس جهان است.
مجسمه چنگیز خان سوار بر اسب، در ساحل رودخانه توول در تسونجین بولدوگ در ۵۴ کیلومتری (۳۳٫۵۵ مایل) شرق پایتخت مغولستان اولان‌باتور واقع شده، جایی که طبق افسانه‌ها او «تازیانه زرین» را یافت. این مجسمه به‌طور نمادین به سمت شرق، محل تولد وی، نشانه رفته‌است. در بالای مجموعه مجسمه چنگیزخان، یک مرکز برای بازدیدکنندگان قرار دارد. این مرکز ۱۰ متر (۳۳ فوت) بلندا و ۳۶ ستون دارد که نمایانگر ۳۶ خان از چنگیز تا لیگدان خان است. این مجسمه توسط مجسمه‌سازی به‌نام اردنبیلگ (D. Erdenebileg) و طراحی معماری به‌نام انخجارگال (J. Enkhjargal) در سال ۲۰۰۸ ساخته شد.